# Parazentrisches Schlüsselprofil
Ein Parazentrisches Schlüsselprofil ist ein Schlüsselprofil für Schließzylinder, bei dem beide Profillinien (rechte und linke Profillinie) die Profil-Mittelachse berühren oder überlappen.
Da die Kontur (Form) des Schlüsselkanals im Schließzylinder der des Schlüsselprofils entspricht, wird durch eine parazentrische Formgebung des Schlüsselprofils und des Schlüsselkanals das unbefugte Öffnen von Schließzylindern mit Sperrwerkzeugen wesentlich erschwert oder unmöglich gemacht; der parazentrische Schlüsselkanal be- oder verhindert das Einführen und Arbeiten mit Sperrwerkzeugen im Schlüsselkanal.